# جغناب سفلي
جغناب سفلي هي قرية في مقاطعة كليبر، إيران. عدد سكان هذه القرية هو 125 في سنة 2006.